# Carry On (Crosby, Stills, Nash & Young)
Carry On és la primera cançó de l'àlbum Déjà Vu, per part de Crosby, Stills, Nash, & Young. Escrit per Stephen Stills, aquest tema va ser presentat com el B-side de Teach your children, i va aconseguir espai a les ràdios.

## La cançó
Quan s'apropava el final de les sessions d'enregistrament per Déjà Vu, Graham Nash va dir Stephen Stills que encara no tenien una cançó d'obertura. Molts grups i productors prefereixen començar un àlbum amb una canço particularment enganxosa, per tal de posar l'humor i animar oients que estan escoltant-lo per primer cop. Stills Va agafar dues cançons incompletes — una sent Questions, que ell havia escrit i enregistrat per a Buffalo Springfield, si s'escolta aquella pista i aquesta se senten part de les mateixes lletres — així que va editar el tema juntament amb parts d'una sessió d'improvisació d'uns dies abans, per produir un peça acabada.

Bateria/percussionista de la sessió Dallas Taylor:
| « | La cançó va ser escrita al mig de les sessions d'enregistrament de Deja Vu, quan Nash va dir Stephen que encara no tenien un tema d'obertura per al disc. Va ser com un missatge per al grup, doncs havia començat a ser realment difícil mantenir el grup junt. Stephen va unir dos cançons incompletes i les va unir a una sessió d'improvisació que haviem fet unes nits abasn, jo a la bateria, Stephen a l'orgue Hammond B-3. | » |

La cançó va ser també una inspiració per Led Zeppelin, el tema és Friends del disc Led Zeppelin III, que està clarament inspirat, doncs l'obertura és quasi idèntica.